# 圣马塞尔
圣马塞尔（法語：Saint-Marcel，法語發音：[sɛ̃ maʁsɛl] ⓘ）是法国索恩-卢瓦尔省的一个市镇，属于索恩河畔沙隆区。

## 地理
圣马塞尔（46°46'32"N, 4°53'22"E）面积10.17 平方千米，位于法国勃艮第-弗朗什-孔泰大區索恩-卢瓦尔省。
与圣马塞尔接壤的市镇（或旧市镇、城区）包括：索恩河畔沙隆、布雷斯地区沙特努瓦、埃佩尔旺、吕镇。

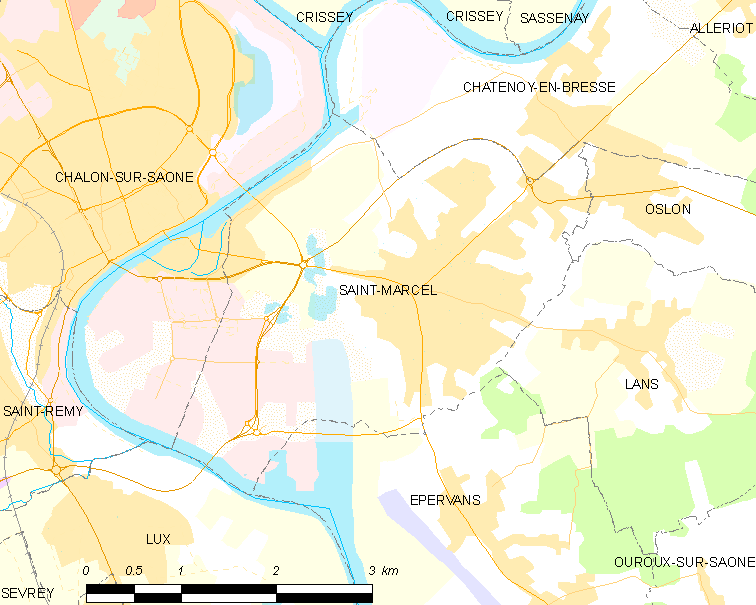
圣马塞尔的OSM定位图

圣马塞尔的时区为UTC+01:00、UTC+02:00（夏令时）。

## 行政
圣马塞尔的邮政编码为71380，INSEE市镇编码为71445。

## 政治
圣马塞尔所属的省级选区为圣雷米县。

## 人口

1962-2008年间圣马塞尔人口变化图示

圣马塞尔于2022年1月1日时的人口数量为6211人。